# 19413 Ґрантльюїс
19413 Ґрантльюїс (19413 Grantlewis) — астероїд головного поясу, відкритий 20 березня 1998 року.
Тіссеранів параметр щодо Юпітера — 3,516.